# FIREBALL
《FIREBALL》，是日本樂團B'z的第21張單曲

## 簡介
- B'z連續百萬單曲的紀錄於此張單曲中斷
- 最終銷量約75.4萬張

## 製作人員
- 松本孝弘：吉他・貝斯・全曲作曲・編曲
- 稲葉浩志：主唱・全曲作詞・編曲
- 山木秀夫：鼓

## 收錄曲
- 1.FIREBALL (4:15)
- 2.悲哀的dreamer (哀しきdreamer) (3:21)

## 主題曲
- 資生堂「PN」廣告曲。（#1）
- 電視遊戲『INDY 500』印象歌曲。（#2）

## 收錄專輯
- SURVIVE（#1）
- B'z The Best "Treasure"（#1）